# Rechtsdienstleistungsgesetz
Das Rechtsdienstleistungsgesetz (RDG) regelt seit dem 1. Juli 2008 in Deutschland die Befugnis, außergerichtliche Rechtsdienstleistungen zu erbringen. Es hat damit das bis dahin geltende Rechtsberatungsgesetz (RBerG) abgelöst. Anders als das RBerG regelt das Rechtsdienstleistungsgesetz nicht die Erbringung von Rechtsdienstleistungen im gerichtlichen Verfahren; dies ist nunmehr in den jeweiligen Verfahrensordnungen geregelt.

## Regelungszweck
Ziel des Gesetzes ist es, die Rechtssuchenden, den Rechtsverkehr und die Rechtsordnung vor unqualifizierten Rechtsdienstleistungen zu schützen (§ 1 Abs. 1 Satz 2 RDG). Regelungen in anderen Gesetzen über die Befugnis, Rechtsdienstleistungen zu erbringen, bleiben jedoch unberührt (§ 1 Abs. 2 RDG). Das Rechtsdienstleistungsgesetz regelt die Rechtsberatungsbefugnisse somit nicht abschließend. So sind z. B. die Befugnisse hinsichtlich der Beratung und Vertretung in allen steuerrechtlichen Angelegenheiten im Steuerberatungsgesetz (StBerG) geregelt. Nach § 3 StBerG sind unter anderem Rechtsanwälte, Steuerberater und Wirtschaftsprüfer zur geschäftsmäßigen Hilfeleistung in allen steuerrechtlichen Angelegenheiten befugt.

## Gegenstand
Das Gesetz regelt im Einzelnen, wie und durch wen die „selbständige Erbringung außergerichtlicher Rechtsdienstleistungen“ erfolgen darf. Als Rechtsdienstleistung gilt dabei „jede Tätigkeit in konkreten fremden Angelegenheiten, sobald sie eine rechtliche Prüfung des Einzelfalls erfordert“.
Rechtsdienstleistung ist nach dem Gesetz (§ 2) nicht:
- die Erstellung wissenschaftlicher Gutachten,
- die Tätigkeit von Schiedsrichtern, Schlichtungsstellen oder die Mediation,
- die an die Allgemeinheit gerichtete Erörterung von Rechtsfragen in den Medien.

In § 5 Rechtsdienstleistungsgesetz wird die Möglichkeit eingeräumt, Rechtsdienstleistungen im Zusammenhang mit einer anderen beruflichen Tätigkeit zu erbringen.
Rechtsdienstleistungen sind zulässig, wenn sie als Nebenleistung zum Berufs- oder Tätigkeitsbild gehören.
Beispiele sind Sanierungs- oder Insolvenzberatung durch Diplom-Betriebswirte, Diplom-Kaufleute oder Diplom-Wirtschaftsjuristen, Beratung über Fragen des Baurechts oder der Sachmängelhaftung durch Architekten, Beratung über Gestaltungsmöglichkeiten bei der Vermögens- oder Unternehmensnachfolge durch Banken, Mitwirkung bei der Vorbereitung eines Erbscheinsantrags durch Erbenermittler.
In der Folge wird unterschieden zwischen Rechtsdienstleistungen durch registrierte – etwa Rechtsanwälte oder sachkundige Unternehmen – und nicht registrierte Personen. Zu letzteren gehören etwa Mitarbeiter von Behörden, die Insolvenzverwaltung, Verbraucherschutz oder soziale Dienste (§ 8).
Weiterhin wird das Rechtsdienstleistungsregister geregelt, das jedem zugänglich ist und in dem die für o. g. Dienste zugelassenen Personen oder Stellen aufgeführt sind. Schließlich werden Regelungen zum Datenschutz und zur möglichen Verhängung von Bußgeldern getroffen (Ordnungswidrigkeit).
Nach § 6 ist nunmehr auch unentgeltliche Rechtsberatung zulässig. Im Rahmen familiärer, nachbarschaftlicher oder ähnlich enger persönlicher Beziehungen sind unentgeltliche Rechtsdienstleistungen ohne Weiteres möglich. Wer außerhalb dieses engen persönlichen Kreises Rechtsberatung unentgeltlich erbringt, bedarf dazu der Anleitung durch eine Person mit Befähigung zum Richteramt (§ 6 Abs. 2 RDG). Unter Zugrundelegung des RDG wurden auch sogenannte legal clinics oder law clinics möglich, bei denen Jura-Studenten im Rahmen einer studentischen Rechtsberatung Bürger unentgeltlich in rechtlichen Fragen beraten.

## Gesetzgebungsverfahren
Der Entwurf eines Gesetzes zur Neuregelung des Rechtsberatungsrechts wurde am 29. November 2006 im Bundestag eingebracht. Das Gesetz zur Neuregelung des Rechtsberatungsrechts vom 12. Dezember 2007 wurde im Bundesgesetzblatt Teil I Nr. 63 vom 17. Dezember 2007 (Blatt 2840 ff.) verkündet. Dieses Gesetz enthält im Artikel 1 das Gesetz über außergerichtliche Rechtsdienstleistungen (Rechtsdienstleistungsgesetz – RDG) und im Artikel 2 das Einführungsgesetz zum Rechtsdienstleistungsgesetz (RDGEG). Es trat am 1. Juli 2008 in Kraft. Durch § 3 Abs. 1 RDGEG wurde der Begriff des Kammerrechtsbeistandes eingeführt und seine gerichtliche Vertretungsbefugnis geregelt.
Das Gesetz setzte zugleich die Richtlinie Nr. 2005/36/EG des Europäischen Parlamentes und des Rates vom 7. September 2005 über die Anerkennung von Berufsqualifikationen (ABl. EG Nr. I. 255, S. 22) in nationales Recht um.

### Änderung Artikel 6
Die Bundesjustizministerin hat zur Ausführung des Gesetzes die Verordnung zum Rechtsdienstleistungsgesetz (Rechtsdienstleistungsverordnung – RDV) erlassen. Die Verordnung wurde am 25. Juni 2008 im Bundesgesetzblatt Teil I Nr. 28 auf den Seiten 1069 ff. verkündet und trat am 1. Juli 2008 in Kraft.

## Kritik
Kritik am Rechtsdienstleistungsgesetz kam von verschiedenen Seiten: Die Bundesrechtsanwaltskammer befürchtete eine zunehmende unqualifizierte Rechtsberatung. Ein Kritiker formulierte, der Ratsuchende werde nicht mehr vor „Quacksalbern“ geschützt. Nach dem Gesetz sei die Befugnis zur Rechtsberatung nicht mehr an eine Ausgangsqualifikation geknüpft, sodass praktisch jedermann – unabhängig von seiner Vorbildung – sich als „Jurist“ bezeichnend tätig werden könne. Für Ratsuchende werde es damit schwieriger als bisher zu erkennen, wer tatsächlich Fachmann ist.
Andererseits wurde der Vorwurf erhoben, hinter dem Gesetz stehe unausgesprochen ein unzulässiger Konkurrenzschutz für Rechtsanwälte, zudem entferne sich das Gesetz mit dem „rigiden Aussperren altruistischer Helfer“ von den unverzichtbaren Voraussetzungen einer bürgerfreundlichen Justiz.
Die auch unter der Geltung des Rechtsdienstleistungsgesetzes in Deutschland fortbestehende starke Reglementierung der Rechtsberatung kritisierte Ulrich Everling – noch unter der Geltung des Rechtsberatungsgesetzes – im Jahr 1990 in einem Gutachten für den Deutschen Juristentag und stellte fest, „dass keiner der von ihm untersuchten Mitgliedsstaaten der EU die Rechtsberatung den Anwälten vorbehält. Nicht einmal die entgeltliche kommerzielle Rechtsbesorgung ist in anderen Staaten vergleichbaren Beschränkungen wie in der Bundesrepublik Deutschland unterworfen. In einigen Staaten gibt es überhaupt keine Zulassungsvoraussetzungen für die berufliche Rechtsberatung. Lediglich die Führung der Berufszeichnung Rechtsanwalt ist an die üblichen Voraussetzungen gebunden. In all diesen Staaten steht es also jedermann frei, auch ohne entsprechende berufliche Vorbildung und Examina juristisch zu beraten.“